# Альберман, Галь
Галь Альберман (ивр. גל אלברמן‎; 17 апреля 1983, Петах-Тиква, Израиль) — израильский футболист, игравший на позиции полузащитника.

## Карьера
Галь начинал заниматься в команде своего города Петах-Тиква — «Маккаби». В 2000 году подписал контракт с основной командой. В первом и втором сезонах только подводился к основному составу, сыграв три и четыре матча соответственно. Уже в сезоне 2002/03, в третьем сезоне стал игроком основы. Всего в пяти сезонах за клуб сыграл 85 игр и забил 11 мячей. Летом 2005 года Галь подписал контракт с испанским «Тенерифе», но там его карьера не заладилась. Проведя до новогоднего перерыва 12 матчей, в зимнее трансферное окно он был продан обратно в Израиль, в иерусалимский клуб «Бейтар». Галь сразу же стал игроком основного состава и стал получать регулярные приглашения в сборную. А в сезоне 2007/08 стал лучшим футболистом Израиля. Всего за два с половиной сезона провёл за «Бейтар» 66 матчей и забил 11 мячей.
2 июня 2008 года Галь подписал четырёхлетний контракт с мёнхенгладбахской «Боруссией», которая только что вернулась обратно в Бундеслигу. 17 августа 2008 года дебютировал в Бундеслиге в домашнем матче первого тура против «Штутгарта», который закончился поражением «Боруссии» со счётом 1:3. Галь вышел на поле в основном составе и на 79-й минуте был заменён Себастьяном Свердом. Всего в своём первом сезоне провёл 16 матчей. В сезоне 2009/10 на поле не появлялся ни разу.
Перед сезоном 2010/11 Альберман не поехал на сбор, который проходил с 16 июля по 23 июля 2010 года. 

## Достижения
«Бейтар»
- Чемпион Израиля: 2006/07, 2007/08
- Обладатель Кубка Израиля: 2007/08

«Маккаби» (Тель-Авив)
- Чемпион Израиля: 2012/13, 2013/14